# Peter Elter
Peter Elter (* 10. Juni 1958 in Frankfurt am Main) ist ein ehemaliger deutscher Tennisspieler.

## Karriere
Während seiner Karriere erreichte Elter drei Einzelfinals, verlor diese aber alle. Im Oktober 1982 erreichte er mit der Nummer 51 der Weltrangliste im Einzel seinen Karrierehöchstwert.
Zwischen 1978 und 1981 bestritt Elter vier Partien für die deutsche Davis-Cup-Mannschaft.

## Erfolge
| Legende                 |
| Grand Slam              |
| Open-Era-Turniere       |
| ATP Challenger Tour (2) |

| Titel nach Belag |
| Hartplatz        |
| Rasen            |
| Sand             |
| Teppich          |

### Einzel

#### Turniersiege
| Nr. | Datum           | Turnier | Belag | Finalgegner    | Ergebnis |
| --- | --------------- | ------- | ----- | -------------- | -------- |
| 1.  | 9. Februar 1986 | Nairobi | Sand  | Marcel Freeman | 6:2, 7:6 |

#### Finalteilnahmen
| Nr. | Datum             | Turnier | Belag | Finalgegner     | Ergebnis           |
| --- | ----------------- | ------- | ----- | --------------- | ------------------ |
| 1.  | 29. November 1979 | Mumbai  | Sand  | Vijay Amritraj  | 1:6, 5:7           |
| 2.  | 15. März 1981     | Kairo   | Sand  | Guillermo Vilas | 2:6, 3:6           |
| 3.  | 23. Mai 1982      | München | Sand  | Gene Mayer      | 6:3, 3:6, 2:6, 1:6 |

### Doppel

#### Turniersiege
| Nr. | Datum         | Turnier   | Belag | Partner        | Finalgegner                          | Ergebnis |
| --- | ------------- | --------- | ----- | -------------- | ------------------------------------ | -------- |
| 1.  | 10. Juni 1984 | Bielefeld | Sand  | Stefan Hermann | Huub van Boeckel Jan van Langendonck | 6:4, 6:4 |

#### Finalteilnahmen
| Nr. | Datum            | Turnier  | Belag     | Partner     | Finalgegner                       | Ergebnis |
| --- | ---------------- | -------- | --------- | ----------- | --------------------------------- | -------- |
| 1.  | 16. Oktober 1983 | Tel Aviv | Hartplatz | Peter Feigl | Colin Dowdeswell Zoltán Kuhárszky | 4:6, 5:7 |